# Michał Mysera
Michał Mysera (ur. 12 października 1988) – polski siatkarz. Od 11 października 2010 roku grał na pozycji środkowego w polskim klubie PGE Skra Bełchatów. W sezonie 2011/2012 wypożyczony do pierwszoligowego Rajbud Meprozet GTPS Gorzów Wielkopolski. Od sezonu 2012/2013 reprezentował barwy UMKS Kęczanin Kęty. Od sezonu 2014/2015 grał w Aluronie Virtu Warta Zawiercie. Obecnie zawodnik drugoligowej Lechii Tomaszów Mazowiecki.